# Louis Delfau
Louis Delfau, dit Lluís Delfau en catalan, né à Olette le 20 juin 1871 et mort à Perpignan le 14 septembre 1937, est un peintre français.
Actif dans le Roussillon, il dépeint la société et les paysages catalans.

## Biographie
Louis Delfau est né le 20 juin 1871 à Olette, en Conflent. En 1890, il fait ses études à l'École nationale supérieure des beaux-arts de Paris, où il se spécialise dans le portrait sous la direction de Léon Bonnat.
À la suite de la mort de son père, Louis Delfau retourne dans sa région natale. Après une brève visite à Céret vers 1908, il s'installe à Perpignan en 1912. Il épouse Thérèse de Pontich, originaire de Vinça, avec qui il a deux fils, René (né en 1902), qui deviendra musicien, et Fernand (né en 1909), qui deviendra sculpteur. Sa femme, qui serait son modèle préféré, ainsi que ses enfants, figurent souvent dans ses peintures.

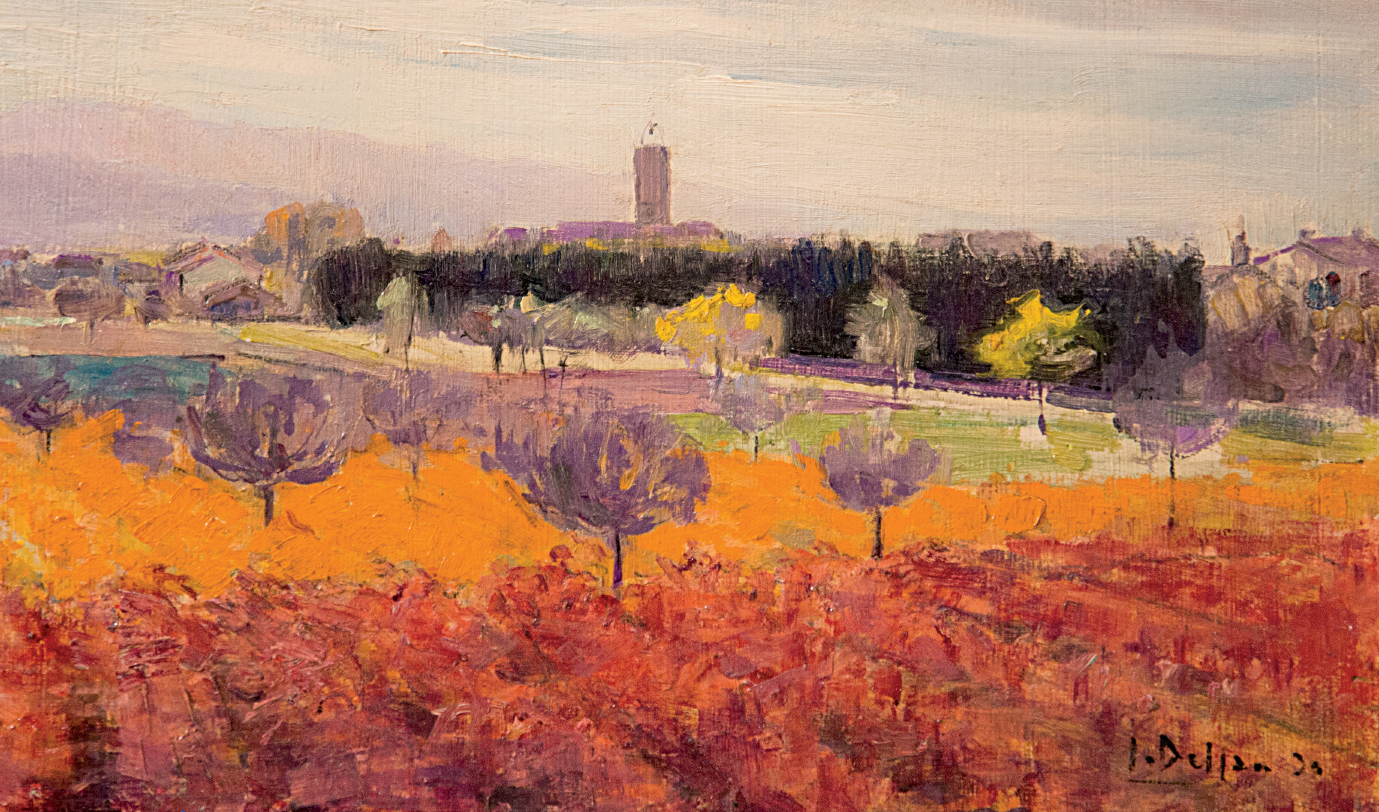
Paysage du Roussillon, localisation inconnue.

Il travaille à Perpignan comme conservateur au musée et au théâtre municipal, et devient le directeur de l'école municipale des beaux-arts de Perpignan. Il y enseigne à de futurs peintres comme Martin Vivès,.
Delfau était un travailleur infatigable, mais vivait surtout pour dépeindre la vie catalane, sa passion. Outre la peinture, il contribue avec des dessins à La Veu del Canigo, une gazette roussillonnaise publiée en langue catalane par Horace Chauvet.
Il était reconnu par ses contemporains et les critiques qui connaissaient son œuvre par les nombreuses expositions organisées malgré lui. Son caractère et sa modestie le tenaient à l'écart des succès faciles et des lieux courus, de sorte qu'il ne jouissait pas la célébrité que quelqu'un de sa qualité aurait pu avoir autrement,.
Louis Delfau meurt le 14 septembre 1937 à Perpignan.

## Style
Louis Delfau s'est surtout fait connaître grâce à des portraits de la bourgeoisie catalane. Sa technique de portraitiste, faisant des portraits à l'huile d'un style académique, genre « Napoléon III », lui a valu le surnom de « Rigaud moderne »,,.[Quoi ?] Sa technique de portraitiste est aussi décrit comme si-t-elle appartient au réalisme.

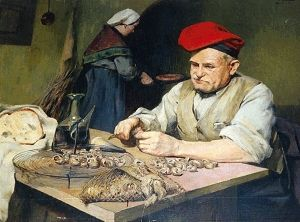
La Cargolade, Perpignan, Casa Pairal.

Par ailleurs, l'œuvre de Delfau contient pour le plupart des travaux qui représente la vie de la région Catalogne Nord, ou bien roussillonnaise,,. Par conséquent, il lui vaudra également le surnom de  « Peintre du Roussillon »,.  Son tableau La Cargolade (Perpignan, Casa Pairal) est souvent cité comme emblématique de son œuvre et de la convivialité gastronomique de la Catalogne. 
Les paysages qu'il faisait, ainsi que les scènes nues, appartiennent généralement au courant de l'impressionnisme.  

## Œuvres

### Liste
| Titre                                         | Date      | Technique              | Dimensions       | Localisation                       | Notes et références |
| Portrait                                      |           |                        |                  |                                    |                     |
| Amédée Aragon                                 | 1897      |                        |                  | localisation inconnue              | [ c ]               |
| Madame Aragon                                 | 1897      |                        |                  | localisation inconnue              | [ c ]               |
| Portrait d'homme a lunettes                   | 1900      | huile sur toile        | 75 cm x 63 cm    | localisation inconnue              | [ 7 ]               |
| Portrait d'homme au chapeau                   | 1900      | huile sur toile        | 41 cm x 33 cm    | localisation inconnue              | [ 15 ]              |
| Portrait de femme, Roussillon                 | 1901      |                        |                  | localisation inconnue              | [ 16 ]              |
| François Saporte                              | 1907      |                        |                  | localisation inconnue              | [ d ]               |
| Marie Antoinette Saporte                      | 1907      |                        |                  | localisation inconnue              | [ d ]               |
| Mgr Jules de Carsalade du Pont                | 1908      | huile sur toile        |                  | El Vendrell, Museu Pau Casals (ca) | ,                   |
| Portrait de femme, Perpignan                  | 1910      | huile sur toile        |                  | collection privée non localisée    | [ 18 ]              |
| Joseph Denis                                  |           |                        |                  | localisation inconnue              | [ 19 ]              |
| Scène catalane                                |           |                        |                  |                                    |                     |
| Portrait de Catalane âgée                     | 1910      |                        |                  | localisation inconnue              | [ 20 ]              |
| La Fileuse roussillonnaise                    | 1913      |                        |                  | Perpignan, musée Hyacinthe-Rigaud  | [ 21 ]              |
| Catalane de Roussillon à la cuisine           |           |                        |                  | localisation inconnue              | [ 22 ]              |
| Catalane de Roussillon a la cuisine (2)       |           |                        |                  | collection privée non localisée    | [ 23 ]              |
| La Cargolade                                  |           |                        |                  | Perpignan, Casa Pairal             | [ 24 ]              |
| Paysage catalan                               |           |                        |                  |                                    |                     |
| Le Pont de Céret                              |           | huile sur panneau      | 23 × 35 cm       | localisation inconnue              | ,                   |
| Pêcheurs près de la tour de Collioure         |           | huile sur toile        | 40.6 x 26.7 cm   | localisation inconnue              | ,                   |
| Paysage                                       |           |                        |                  | localisation inconnue              | [ 3 ]               |
| Plage de Collioure                            |           |                        |                  | localisation inconnue              | [ 29 ]              |
| Les hauts de Collioure                        |           | huile sur panneau      | 34 × 39 cm       | localisation inconnue              | [ 30 ]              |
| Montferrer                                    |           |                        |                  | localisation inconnue              | [ 31 ]              |
| Scène de nu                                   |           |                        |                  |                                    |                     |
| La Sortie du bain                             | 1923      | huile sur panneau      | 25,5 × 17 cm     | localisation inconnue              | [ 32 ]              |
| Couple nu dans la campagne                    |           | huile sur panneau      | 32 x 40 cm       | localisation inconnue              | ,                   |
| "Nu de femme près d'un bateau"                |           | huile sur panneau      | 40 x 32 cm       | localisation inconnue              | [ 33 ]              |
| Femme nue en bord de rivière                  |           | huile sur panneau      | 80 x 50 cm       | localisation inconnue              | [ 35 ]              |
| Encantades al bany                            |           |                        |                  | localisation inconnue              | [ 36 ]              |
| Nu près de la rivière                         |           | huile sur panneau      | 22 × 32 cm       | localisation inconnue              | ,                   |
| Par le trou de la serrure                     |           | huile sur panneau      | 20 × 24 cm       | localisation inconnue              | ,                   |
| Œuvre graphique                               |           |                        |                  |                                    |                     |
| Notable perpignanaise                         |           | craie rouge sur papier |                  | localisation inconnue              | [ 41 ]              |
| Élégante au béret rouge                       |           | gouache sur papier     | 26 × 22 cm       | localisation inconnue              | ,                   |
| Pêcheur africain                              |           | gouache sur papier     | 35,50 × 23,50 cm | localisation inconnue              | ,                   |
| Personnages (Maroc)                           |           | gouache sur papier     | 48 x 32 cm       | localisation inconnue              | [ 43 ]              |
| Femmes au caftan                              |           | gouache sur papier     | 45x 24           | localisation inconnue              | [ 43 ]              |
| Horace Chauvet                                | 1911      | Dessin                 |                  | localisation inconnue              | [ 45 ]              |
| Plusieurs dessins (Perrot, autoportrait, etc) | 1912-1914 | Dessin                 |                  | La Veu del Canigo                  | [ 5 ]               |
| Varia                                         |           |                        |                  |                                    |                     |
| Personnage sur une jetée                      |           | huile sur isorel       | 16 x 22 cm       | localisation inconnue              | ,                   |
| Pêcheurs reprisant leurs filets               |           | huile sur isorel       | 16 x 22 cm       | localisation inconnue              | [ 46 ]              |
| Fille dans sa chambre                         |           |                        |                  | localisation inconnue              | [ 47 ]              |
| Portrait d'enfant (1)                         |           | huile sur panneau      | 36 x 28 cm       | localisation inconnue              | [ 48 ]              |
| Portrait d'enfant (2)                         |           | huile sur panneau      | 42 x 33 cm       | localisation inconnue              | [ 33 ]              |
| Le Fort de Salses                             |           | huile sur panneau      | 34 x 41 cm       | localisation inconnue              | [ 33 ]              |
| Vue du balcon                                 | 1912      | huile sur toile        |                  | Perpignan, musée Hyacinthe-Rigaud  | ,                   |
| Pêcheur à la côte                             | 1912      | huile sur toile        |                  | Perpignan, musée Hyacinthe-Rigaud  | [ 49 ]              |
| Chat posant                                   | 1912      | huile sur toile        |                  | Perpignan, musée Hyacinthe-Rigaud  | [ 49 ]              |
| Travailleur avec scythe                       | 1912      | huile sur toile        |                  | Perpignan, musée Hyacinthe-Rigaud  | [ 49 ]              |

### Galerie

Portraits de la bourgeoisie roussillonnaise
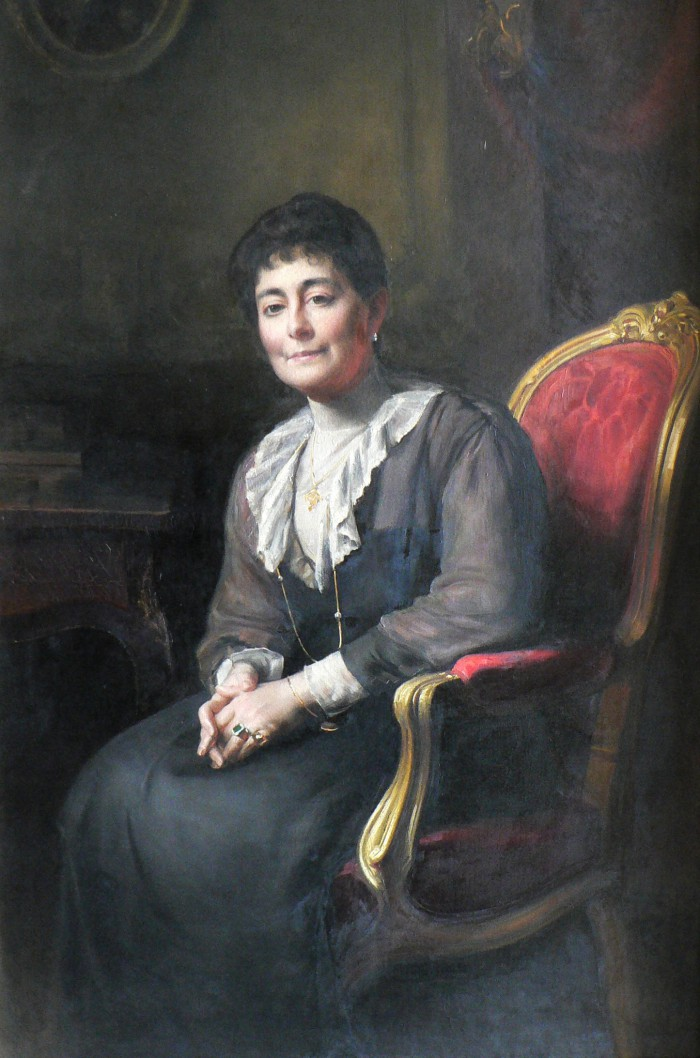
Madame Aragon, localisation inconnue[c].
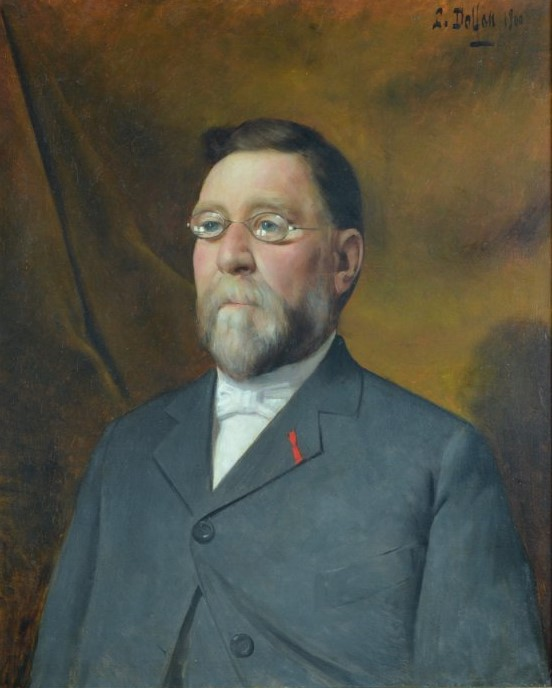
Portrait d'homme, localisation inconnue.
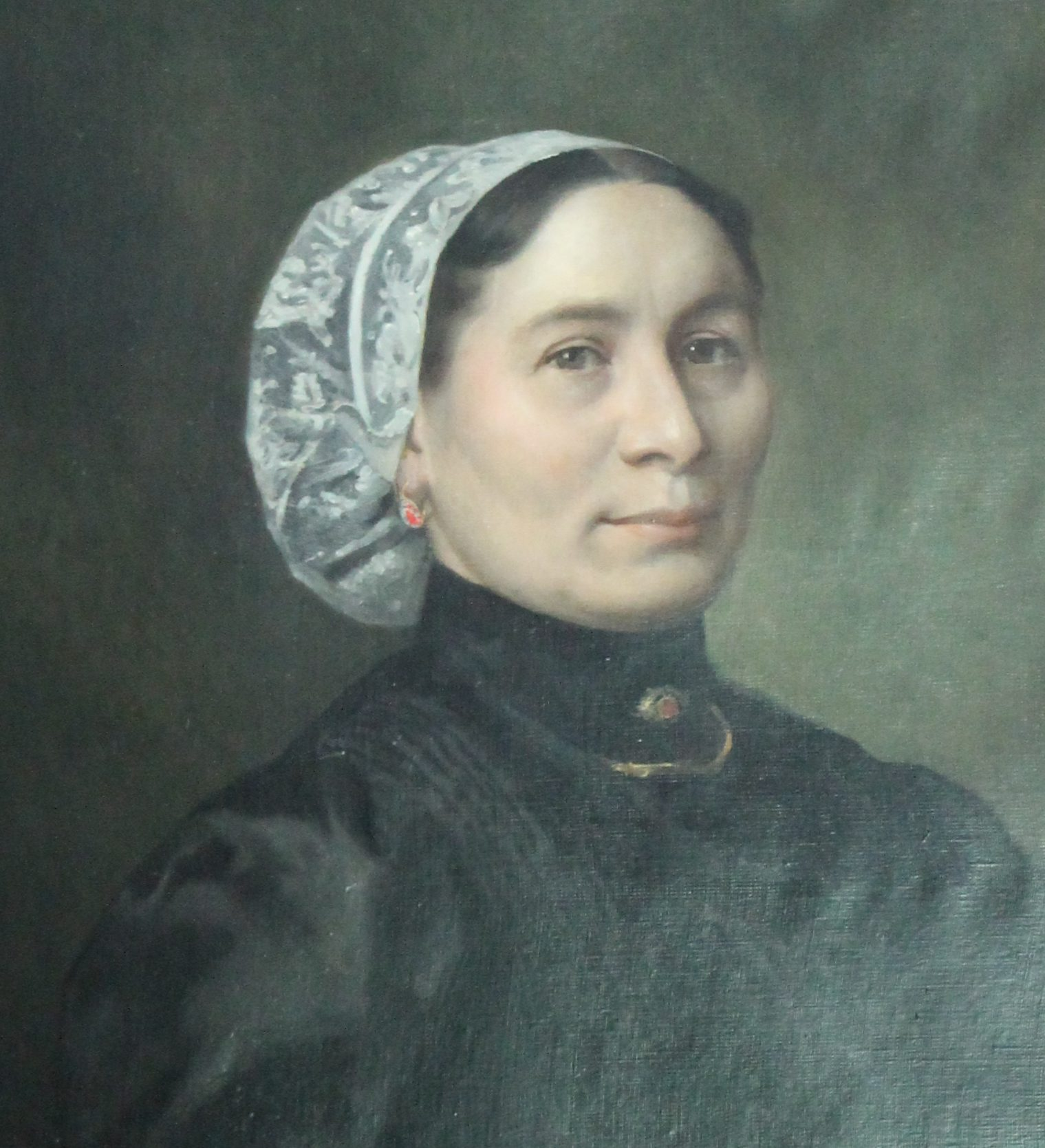
Marie Antoinette Saporte (1907), localisation inconnue[d].
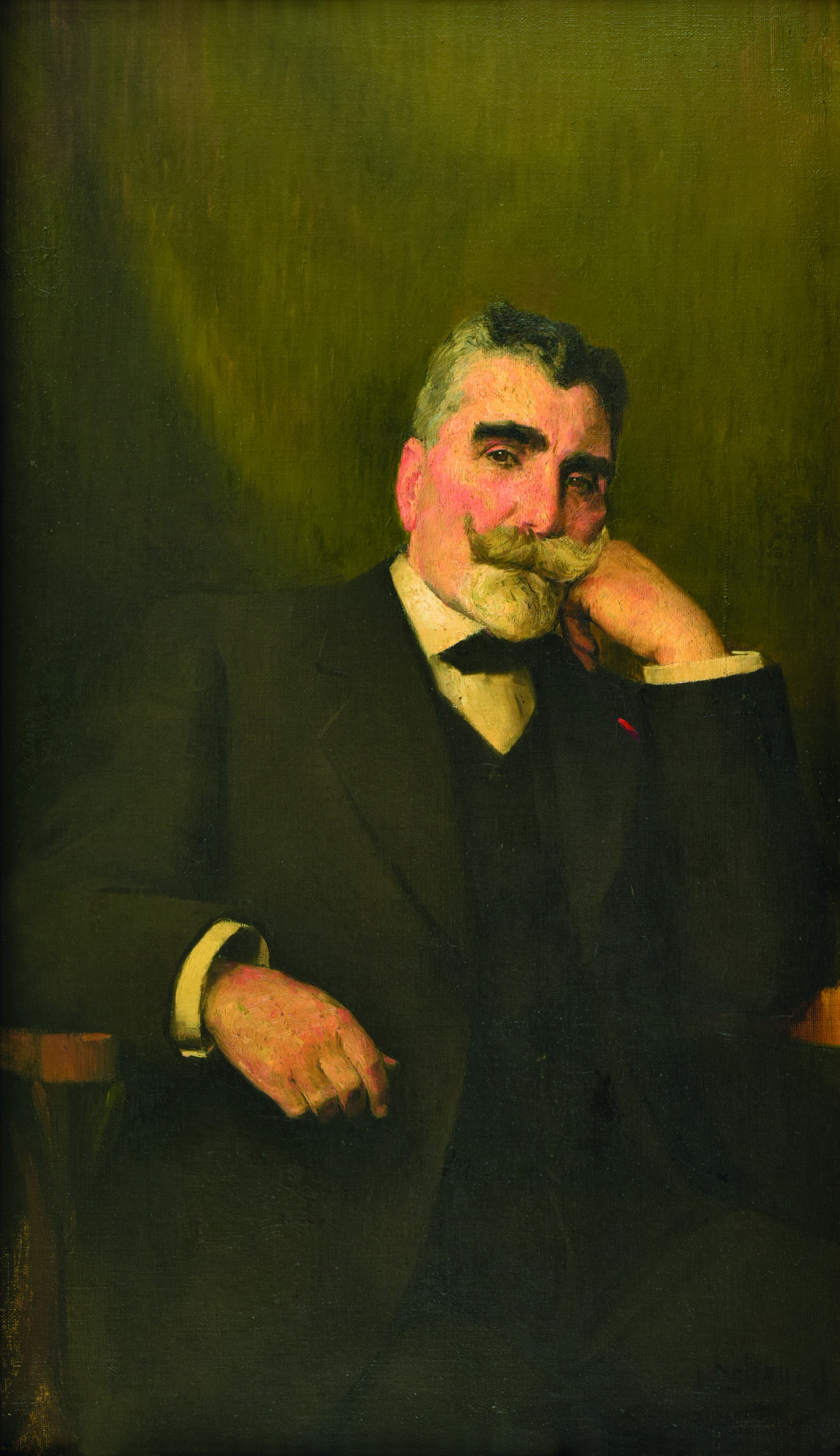
Joseph Denis, localisation inconnue[f].

Scènes de genre catalanes
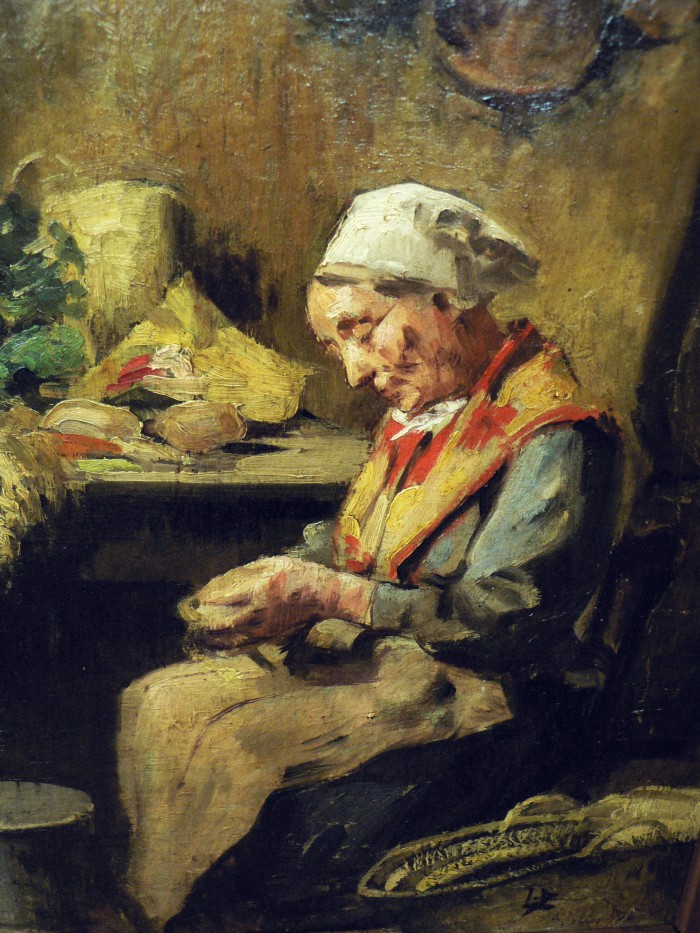
Catalane du Roussillon a la cuisine, localisation inconnue.
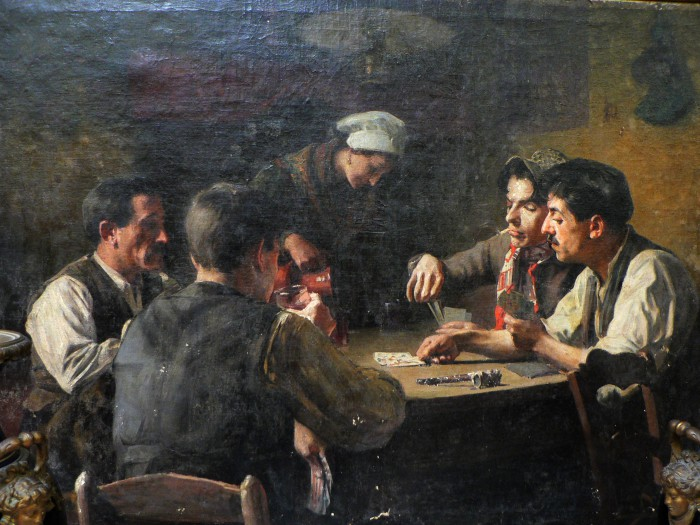
La Partie de truc (cartes catalanes), localisation inconnue.

Paysages catalans
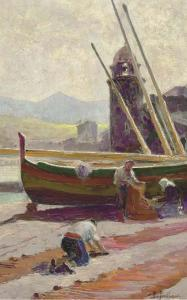
Les Pêcheurs et la tour de Collioure, localisation inconnue.
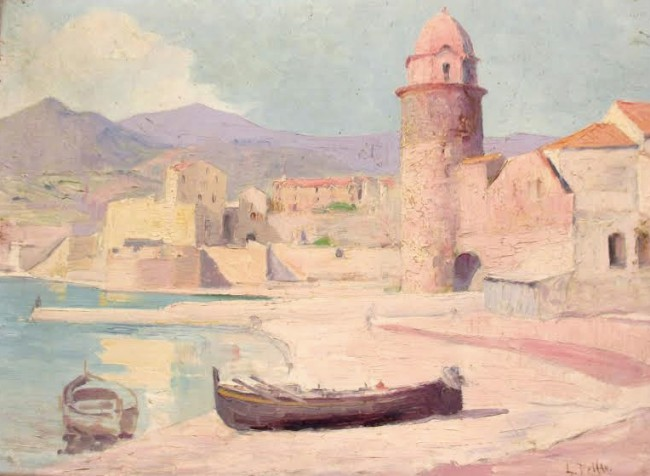
Plage de Collioure, localisation inconnue.
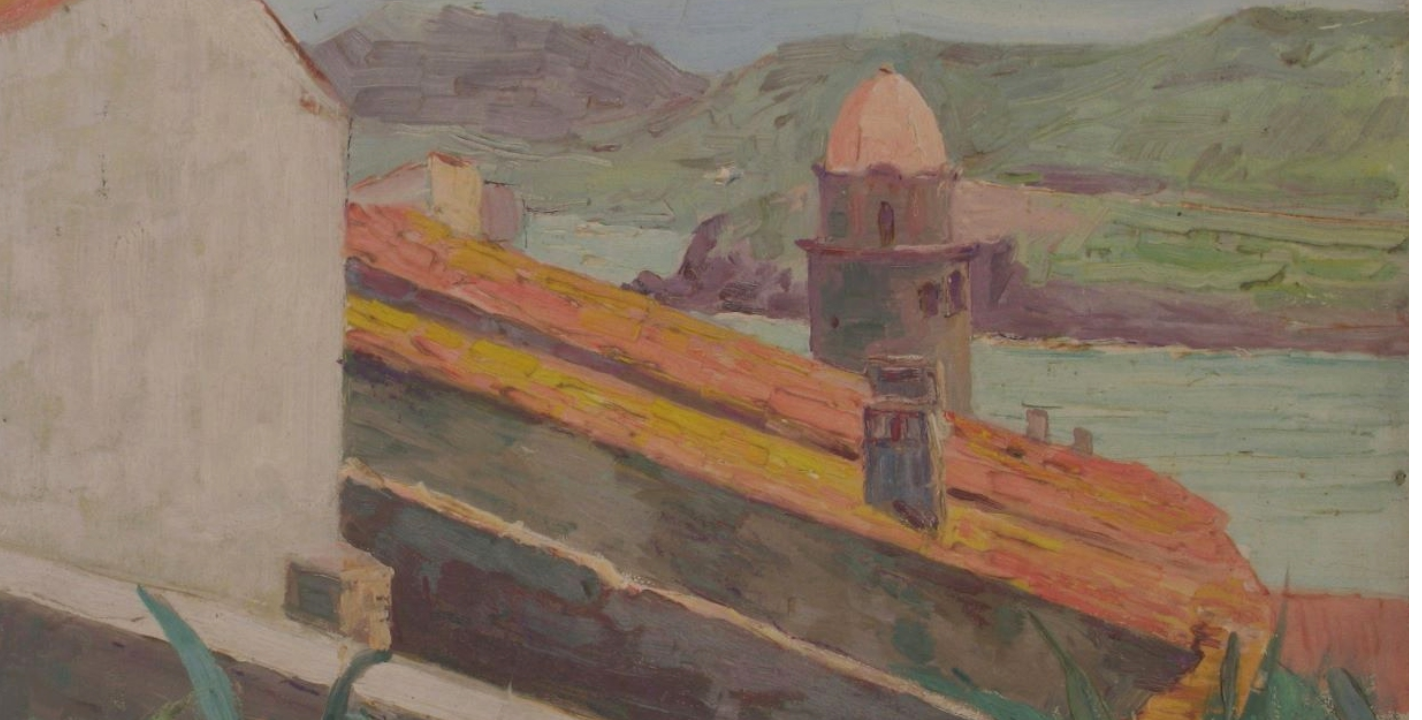
Les Hauts de Collioure, localisation inconnue.
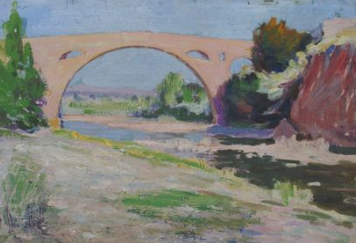
Le Pont de Céret, localisation inconnue.

Scènes de nus
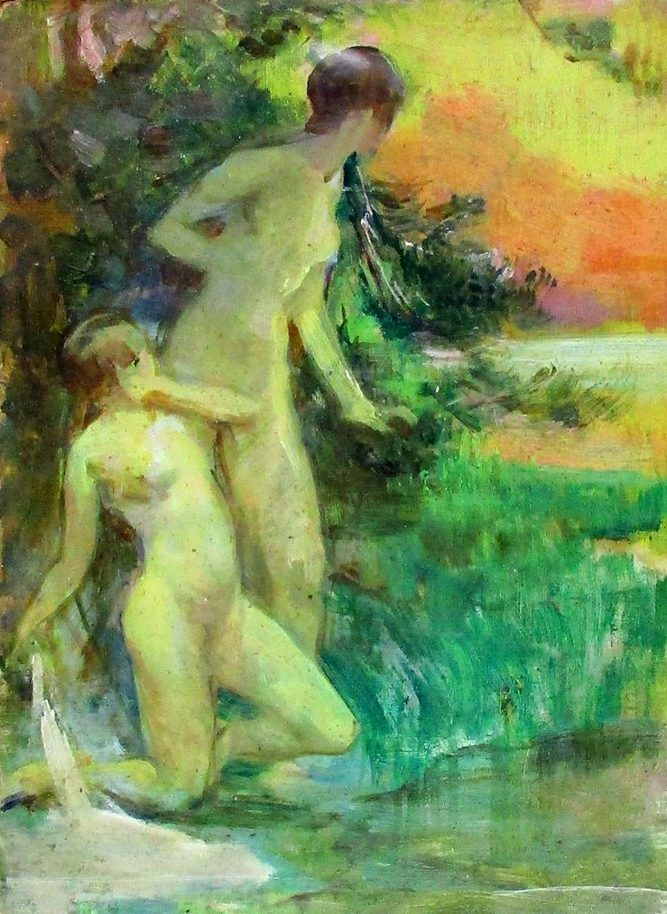
Encantades al bany, localisation inconnue[36].
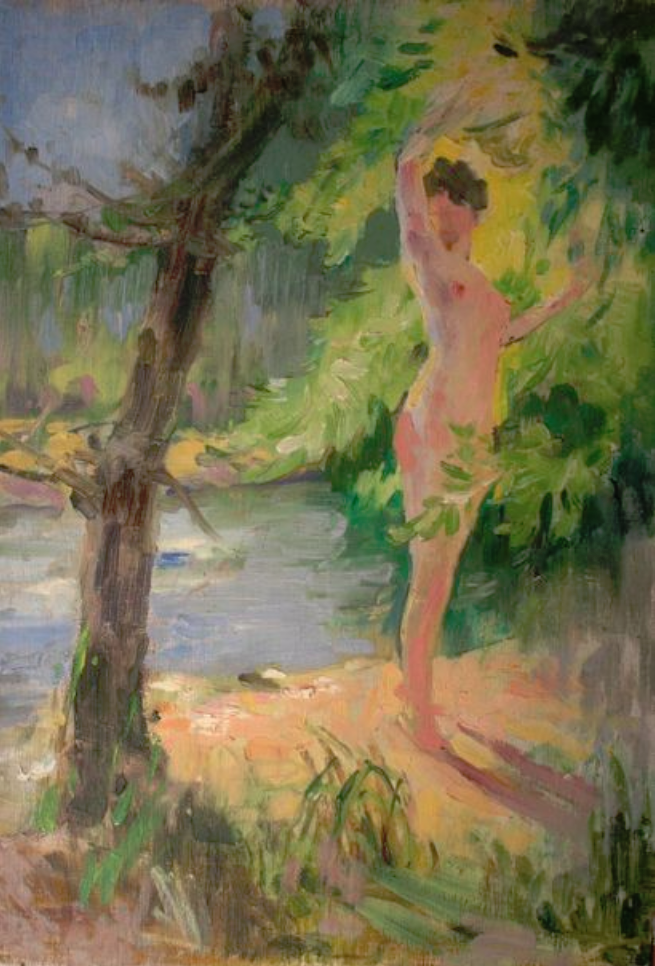
Nu près de la rivière, localisation inconnue.
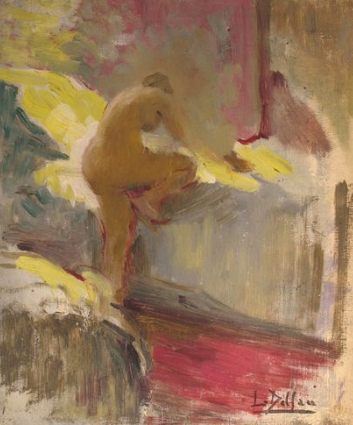
Par le trou de la serrure, localisation inconnue.